# بلخان آباد
بلخان آباد (بالإنجليزية: Balkanabat)‏ هي مدينة، تتبع ولاية بلقان، بلغ عدد سكانها 120800 نسمة، رمزها البريدي هو 745100.

## المنا
يظهر الجدول التالي التغييرات المناخية على مدار السنة لبلخان آباد:
| البيانات المناخية لـبلخان آباد     | البيانات المناخية لـبلخان آباد | البيانات المناخية لـبلخان آباد | البيانات المناخية لـبلخان آباد | البيانات المناخية لـبلخان آباد | البيانات المناخية لـبلخان آباد | البيانات المناخية لـبلخان آباد | البيانات المناخية لـبلخان آباد | البيانات المناخية لـبلخان آباد | البيانات المناخية لـبلخان آباد | البيانات المناخية لـبلخان آباد | البيانات المناخية لـبلخان آباد | البيانات المناخية لـبلخان آباد | البيانات المناخية لـبلخان آباد |
| الشهر                              | يناير                          | فبراير                         | مارس                           | أبريل                          | مايو                           | يونيو                          | يوليو                          | أغسطس                          | سبتمبر                         | أكتوبر                         | نوفمبر                         | ديسمبر                         | المعدل السنوي                  |
| ---------------------------------- | ------------------------------ | ------------------------------ | ------------------------------ | ------------------------------ | ------------------------------ | ------------------------------ | ------------------------------ | ------------------------------ | ------------------------------ | ------------------------------ | ------------------------------ | ------------------------------ | ------------------------------ |
| متوسط درجة الحرارة الكبرى °م (°ف)  | 7.9 (46.2)                     | 10.0 (50.0)                    | 15.8 (60.4)                    | 23.7 (74.7)                    | 30.3 (86.5)                    | 35.4 (95.7)                    | 38.1 (100.6)                   | 37.2 (99.0)                    | 31.9 (89.4)                    | 23.2 (73.8)                    | 16.4 (61.5)                    | 9.9 (49.8)                     | 23.3 (73.9)                    |
| المتوسط اليومي °م (°ف)             | 3.2 (37.8)                     | 4.6 (40.3)                     | 10.0 (50.0)                    | 17.3 (63.1)                    | 23.6 (74.5)                    | 28.8 (83.8)                    | 31.5 (88.7)                    | 31.1 (88.0)                    | 25.9 (78.6)                    | 17.5 (63.5)                    | 11.1 (52.0)                    | 5.5 (41.9)                     | 17.5 (63.5)                    |
| متوسط درجة الحرارة الصغرى °م (°ف)  | −0.6 (30.9)                    | 0.4 (32.7)                     | 5.4 (41.7)                     | 11.9 (53.4)                    | 17.8 (64.0)                    | 22.5 (72.5)                    | 25.7 (78.3)                    | 25.5 (77.9)                    | 19.7 (67.5)                    | 12.2 (54.0)                    | 6.8 (44.2)                     | 1.9 (35.4)                     | 12.4 (54.3)                    |
| الهطول مم (إنش)                    | 11 (0.4)                       | 14 (0.6)                       | 21 (0.8)                       | 19 (0.7)                       | 17 (0.7)                       | 5 (0.2)                        | 8 (0.3)                        | 2 (0.1)                        | 4 (0.2)                        | 12 (0.5)                       | 14 (0.6)                       | 16 (0.6)                       | 143 (5.6)                      |
| متوسط أيام هطول الأمطار (≥ 1.0 mm) | 6                              | 5                              | 7                              | 6                              | 4                              | 2                              | 2                              | 1                              | 2                              | 4                              | 5                              | 7                              | 51                             |
| متوسط الرطوبة النسبية (%)          | 68                             | 63                             | 56                             | 50                             | 43                             | 38                             | 41                             | 34                             | 34                             | 46                             | 58                             | 70                             | 50                             |
| المصدر: NOAA                       |                                |                                |                                |                                |                                |                                |                                |                                |                                |                                |                                |                                |                                |

## أعلام
- ازات بايرويف